# SNCF BB 25200
Die BB 25200 ist eine Elektrolokomotivbaureihe der SNCF aus den 1960er-Jahren. Sie ist im Gegensatz zur Wechselstrombaureihe BB 16000 und zur Gleichstrombaureihe BB 9200 – beides Schwesterlokbaureihen – mehrsystemfähig und ist die für höhere Geschwindigkeiten ausgelegte Schwester zweier weiterer Reihen dieser Bauart, der BB 25100 und der BB 25150.
Ab der 25236 ist eine Wendezugeinrichtung eingebaut.